# Campionati mondiali di ginnastica artistica 2014 - Concorso individuale maschile
La finale individuale maschile di ginnastica artistica ai Campionati Mondiali 2014 si è svolta nella Guangxi Gymnasium il 9 ottobre 2014.
A causa della regola "two per country", solo i migliori due ginnasti di ogni nazione possono partecipare alla finale all-around. Durante le fasi di qualificazione i giapponesi Ryohei Kato e Shogo Nonomura, il cinese Lin Chaopan, il russo Nikita Ignat'ev e gli inglesi Max Whitlock e Daniel Keatings ottengono dei punteggi sufficienti per poter entrare in finale, ma proprio a causa della regola dei passaporti sono impossibilitati a parteciparvi. In seguito, Max Whitlock sostituirà il compagno infortunato Nile Wilson, mentre l'israeliano Alexander Shatilov verrà sostituito dal turco Ferhat Arıcan.
Kōhei Uchimura vince il quinto titolo all-around mondiale consecutivo.

## Podio
| Oro                     | Argento                  | Bronzo                 |
| Kōhei Uchimura Giappone | Max Whitlock Regno Unito | Yusuke Tanaka Giappone |

## Classifica
| Pos.    | Ginnasta               | Nazione       | Attrezzo  | Attrezzo  | Attrezzo | Attrezzo     | Attrezzo | Attrezzo | Totale |
| Pos.    | Ginnasta               | Nazione       | Volteggio | Parallele | Sbarra   | Corpo libero | Anelli   | Cavallo  | Totale |
| ------- | ---------------------- | ------------- | --------- | --------- | -------- | ------------ | -------- | -------- | ------ |
| Oro     | Kōhei Uchimura         | Giappone      | 15.766    | 15.000    | 15.100   | 15.633       | 15.200   | 15.233   | 91.965 |
| Argento | Max Whitlock           | Regno Unito   | 15.466    | 16.000    | 14.466   | 15.366       | 14.975   | 14.200   | 90.473 |
| Bronzo  | Yusuke Tanaka          | Giappone      | 15.200    | 14.200    | 14.733   | 14.933       | 15.883   | 15.500   | 90.449 |
| 4       | Oleh Vernjajev         | Ucraina       | 14.833    | 15.233    | 14.333   | 15.400       | 16.033   | 14.466   | 90.298 |
| 5       | David Beljavskij       | Russia        | 15.133    | 15.133    | 14.700   | 15.033       | 15.366   | 14.400   | 89.765 |
| 6       | Deng Shudi             | Cina          | 15.300    | 13.833    | 14.866   | 15.200       | 15.700   | 14.833   | 89.732 |
| 7       | Sérgio Sasaki          | Brasile       | 14.966    | 14.633    | 14.800   | 15.200       | 14.900   | 15.066   | 89.565 |
| 8       | Fabian Hambüchen       | Germania      | 14.966    | 13.466    | 14.533   | 15.066       | 15.433   | 15.100   | 88.564 |
| 9       | Nikolaj Kuksenkov      | Russia        | 14.766    | 14.800    | 14.666   | 14.600       | 15.108   | 14.466   | 88.406 |
| 10      | Jossimar Calvo         | Colombia      | 14.200    | 14.566    | 14.400   | 14.266       | 15.600   | 15.233   | 88.265 |
| 11      | Daniel Purvis          | Regno Unito   | 15.133    | 14.633    | 14.000   | 14.733       | 15.100   | 14.100   | 87.699 |
| 12      | Sam Mikulak            | Stati Uniti   | 15.300    | 14.800    | 14.800   | 14.633       | 13.400   | 14.658   | 87.591 |
| 13      | Cheng Ran              | Cina          | 15.300    | 13.666    | 14.683   | 14.133       | 15.233   | 14.566   | 87.581 |
| 14      | Andrėj Lichavicki      | Bielorussia   | 14.466    | 15.333    | 13.800   | 14.433       | 14.933   | 14.433   | 87.398 |
| 15      | Petro Pachnjuk         | Azerbaigian   | 14.433    | 14.366    | 13.966   | 14.966       | 15.375   | 13.933   | 87.039 |
| 16      | Andreas Toba           | Germania      | 14.466    | 14.166    | 14.633   | 14.333       | 14.333   | 14.333   | 86.264 |
| 17      | Donnell Whittenburg    | Stati Uniti   | 15.100    | 13.783    | 15.266   | 13.700       | 14.533   | 13.866   | 86.248 |
| 18      | Oliver Hegi            | Svizzera      | 14.000    | 14.433    | 13.933   | 14.400       | 15.133   | 13.333   | 85.232 |
| 19      | Cristian Bataga        | Romania       | 14.566    | 14.100    | 14.466   | 14.566       | 14.133   | 13.366   | 85.197 |
| 20      | Cyril Tommasone        | Francia       | 14.366    | 15.666    | 13.700   | 14.166       | 13.266   | 13.466   | 84.630 |
| 21      | Arthur Oyakawa Mariano | Brasile       | 15.208    | 13.300    | 14.000   | 15.000       | 14.100   | 12.566   | 84.174 |
| 22      | Lee Hyeok-jung         | Corea del Sud | 14.366    | 13.000    | 13.433   | 14.366       | 14.233   | 13.766   | 83.164 |
| 23      | Ferhat Arıcan          | Turchia       | 12.566    | 14.133    | 13.666   | 14.366       | 14.200   | 13.533   | 82.464 |
| 24      | Ludovico Edalli        | Italia        | 13.666    | 13.700    | 13.533   | 14.266       | 13.133   | 13.966   | 82.264 |